# Ahmad Reihan
Ahmad Reihan (* 30. května 1965 Isfahán, Írán) je íránský portrétní fotograf.

## Život a dílo
Dvacet let se věnuje editaci filmu a fotografie a výrobě dokumentárních filmů. Je členem společnosti íránských fotografů, americké fotografické společnosti American photographers society (PSA) a International federation of art photography (FIAP). Působí jako instruktor v oblasti studiového osvětlení

## Výstavy
- Qatar photo collective exhibition (Sheraton Hotel)
- Tokyo Japan photo collective exhibition (Canon tower)
- Works exhibition in Los Angeles (Seyhoon Gallery)
- Isfahan Sayeh Gallery
- Isfahan artists House
- Central library of Isfahan University
- Islamic Azad University (Khorasgan branch)
- Portrait photo individual exhibition, Dubai
- Photo individual exhibition, As Wandering Thoughts (Naghsh House Gallery, Esfahan)
- Cup Of Life photo exhibition in Arteh Isfahan Gallery

## Ocenění
- World Superior person and winner of gold medal, Asahi Shimbon Festival, Japonsko
- Middle East superior person and winner of gold medal in Austrich photo festival (Qatar-Al Thani)
- Winner of two gold medals in Edinburg photo festival, Anglie
- Receiving glory cup as the superior person, California photo festival